# シェイプ・オブ・ウォーター
『シェイプ・オブ・ウォーター』（The Shape of Water）は、2017年のアメリカ合衆国の恋愛ドラマ映画。ギレルモ・デル・トロが監督を務め、ヴァネッサ・テイラーと共同で脚本も担当している。出演はサリー・ホーキンス、マイケル・シャノン、リチャード・ジェンキンス、ダグ・ジョーンズ、マイケル・スタールバーグ、オクタヴィア・スペンサーなど。
2017年8月に第74回ヴェネツィア国際映画祭のコンペティション部門で上映されて金獅子賞を受賞し、第42回トロント国際映画祭で上映される。北アメリカで2017年12月8日に広く一般公開された。
暴力描写や自慰行為、刺激の強い性描写があるため日本国内では、東京国際映画祭で公開されたオリジナルバージョンはR18＋指定で公開され、2018年3月1日に公開された本作は1か所にぼかし修正を加え処理したR15＋指定バージョンの作品である。
第90回アカデミー賞では作品賞など4部門を受賞し、第75回ゴールデングローブ賞でも2部門を受賞した。

## 物語
1962年の冷戦下のアメリカ。発話障害の女性であるイライザは映画館の上にあるアパートでただ独りで暮らし、機密機関「航空宇宙研究センター」で清掃員として働いている。アパートの隣人であるゲイのジャイルズ、仕事場の同僚で不器用なイライザを気遣ってくれるアフリカ系女性のゼルダに支えられ、平穏な毎日を送りながらも、彼女は恋人のない孤独な思いを常に抱えている。
そんな日々のなか、宇宙センターに新メンバーのホフステトラー博士が一体の生物の入ったタンクを運び込む。普段はイライザに不遜な対応を見せる軍人ストリックランドが、生物を邪険に扱った報復を受けて指を失う騒ぎがあり、清掃のために部屋に入ったイライザは初めてその生物を直視する。生物は「半魚人」と呼べる異形の存在だったが、独特の凛々しさと気品を秘めた容貌をもち、イライザの心を揺り動かす。彼女は生物に好物のゆで卵を提供し、手話を教えて意思の疎通をはかる。ふたりは親密な関係となってゆく。
生物が運ばれてきた理由がやがて明らかになってゆく。アマゾンの奥地で神として現地人の崇拝を受けていたという生物を、ホフステトラーは人間に代わる宇宙飛行士としてロケットに乗せようと提案する。それに対しストリックランドは、生体解剖でこの生物の秘密を明らかにすべしと主張し、上官の同意を得る。これを知り動揺したイライザは、ジャイルズやゼルダに自らの思いを打ち明け、生物を救うために手を貸してほしいと懇願する。一方ソ連のスパイだったホフステトラーは、アメリカが生物の秘密を知って宇宙開発の優位に立つ前に、生物を殺すよう政府に命じられる。だがホフステトラーは貴重な生物を殺すことに反対する。
イライザはジャイルズ、ゼルダ、ホフステトラーの協力を得て宇宙センターより生物を救出し、雨で増水した日に彼を運河から水中に返す計画を立てる。そしてその日まで彼女は、生物を自分のアパートに隠して暮らす。他方、ホフステトラーは命令不服従によりソ連スパイに撃たれ、その後ストリックランドから拷問を受けて絶命する。ストリックランドはホフステトラーの最期の言葉から、ゼルダとイライザが救出を実行したと知る。
ゼルダの家へ向かい彼女を尋問するストリックランドに、ゼルダの夫はイライザが関わっていることをバラしてしまう。ストリックランドはイライザの家を目指し、彼女の身の危険を感じたゼルダは電話で逃亡を指示する。
イライザとジャイルズは生物を運河の水門に連れてゆき、別れを告げる。その時、後から追ってきたストリックランドが生物とイライザに向けて発砲する。イライザは意識を失うが、一命を取り留めた生物はストリックランドを倒すと、イライザを抱え海に飛び込む。
生物の驚異的な治癒能力で蘇生したイライザは、彼と共に海の中で幸せに暮らしてゆく。

## キャスト
※括弧内は日本語吹替
- イライザ・エスポジート - サリー・ホーキンス
- リチャード・ストリックランド - マイケル・シャノン（咲野俊介）
- ジャイルズ - リチャード・ジェンキンス（安原義人）
- 不思議な生きもの（彼） - ダグ・ジョーンズ
- ロバート・ホフステトラー博士 - マイケル・スタールバーグ（上田燿司）
- ゼルダ・フラー - オクタヴィア・スペンサー（田野めぐみ）
- フレミング - デヴィッド・ヒューレット（魚建）
- ホイト元帥 - ニック・サーシー（世古陽丸）
- バーナード - スチュワート・アーノット（伊藤和晃）
- エレイン・ストリックランド - ローレン・リー・スミス（実川貴美子）
- ティミー - ジェイデン・グリーグ　(内藤有海)
- タミー - マディソン・ファーガソン (保澄しのぶ)
- サリー - ウェンディー・イオン　(三木美)
- パイ・ガイ - モーガン・ケリー (高橋英則)
- ヨランダ - アレグラ・フルトン (花藤蓮)
- 大柄ロシア人 - マーヴィン・ケイ　(臼木健士朗)
- ブルースター - マーティン・ローチ (橘潤二)
- ルー - デネイ・フォレスト (森田了介)
- デュエイン - ブランドン・マクナイト (宮本淳)
- その他の日本語吹き替え - 田所陽向/渡井奏斗/岡井カツノリ/夏目あり沙/森田順平

## 製作

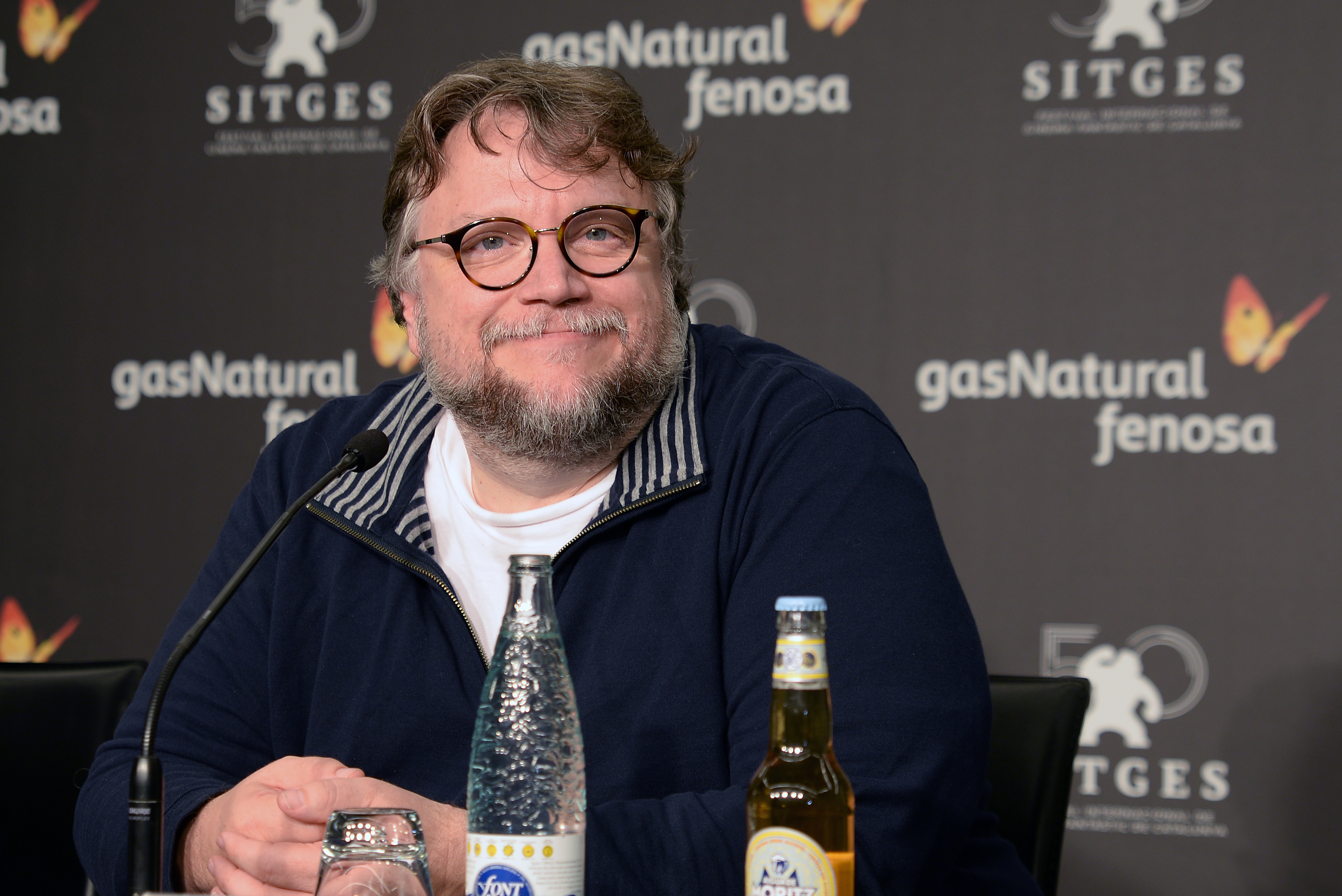
ギレルモ・デル・トロ

2011年にギレルモ・デル・トロは本作の構想を練り、ダニエル・クラウスと共同で脚本を執筆した。脚本はデル・トロが幼少期に鑑賞した『大アマゾンの半魚人』の「ギルマンとジュリー・アダムスが結ばれていたら」という考えが基になっている。デル・トロは本作のリメイクをユニバーサル・スタジオと交渉した際、ギルマンに焦点を当てた脚本を提示したが、ユニバーサル側に拒否される。
2016年3月17日に、『ハリウッド・リポーター』は、デル・トロによるスリラー映画の企画にオクタヴィア・スペンサーが出演し、フォックス・サーチライト・ピクチャーズの下でデル・トロが監督・脚本・製作を務めることが報じられ、時代設定は冷戦であると発表された。3月後半にマイケル・スタールバーグが参加し、5月6日にマイケル・シャノンがサリー・ホーキンスの敵役でキャスティングされ、タイトルは『The Shape of Water』となる。『ハリウッド・リポーター』のインタビューで、デル・トロは自身の作品の常連出演者であるダグ・ジョーンズがクリーチャーを演じ、音楽はアレクサンドル・デスプラが手掛ける、と発表した。
撮影は2016年8月15日に始まり、11月6日に完了した。

## 盗作問題
ピュリツァー賞受賞者の米劇作家ポール・ジンデルの息子は、ジンデル作の舞台劇「Let Me Hear You Whisper」と『シェイプ・オブ・ウォーター』のストーリーなどに、いくつもの類似点があるとして、2018年2月21日、ロサンゼルスの連邦地裁に提訴した。フォックスは「根拠がない」とコメントしている。

## 日本公開
20世紀フォックス映画は「『シェイプ・オブ・ウォーター』劇場公開バージョンについて」として、「3月1日（木）より全国公開の『シェイプ・オブ・ウォーター』の劇場公開バージョン」は「“R15＋”」で「アメリカ公開バージョンから」「1箇所のみぼかし処理」と説明した。
なお、2018年6月2日に日本で発売されたBlu-ray / DVD / 4K ULTRA HDには、東京国際映画祭で上映されたR18+指定の無修正オリジナル版本編を収録（セル版のみ。レンタル版は劇場公開R15+指定版本編を収録）。

## 評価

### 批評
ヴェネツィア映画祭でプレミア上映され、批評家の多くからは『パンズ・ラビリンス』以来のデル・トロの最高傑作と評され、また特にホーキンスの演技が賞賛された。Rotten Tomatoesでは81件のレビューで支持率は98%、平均点は8.6/10で、「『シェイプ・オブ・ウォーター』はデル・トロが作った中で最高の映像技術の作品であり、サリー・ホーキンスの演技が絶妙にマッチしている」と批評されている。Metacriticでは18件のレビューで加重平均値は87/100となった。
IndieWireのベン・クロールはA評価を与え、「デル・トロの最も驚くべき成功を収めた作品の一つです。創造的な力強い映像は、私たちを楽しませてくれます」と批評している。

### 受賞
| 受賞年 | 映画賞                                             | 部門                                             | 対象                                              | 結果 | 出典                 |
| ------ | -------------------------------------------------- | ------------------------------------------------ | ------------------------------------------------- | ---- | -------------------- |
| 2017年 | 第74回ヴェネツィア国際映画祭                       | 金獅子賞                                         | ギレルモ・デル・トロ                              | 受賞 | [ 34 ] [ 35 ] [ 36 ] |
| 2017年 | 第74回ヴェネツィア国際映画祭                       | Future Film Festival Digital Award               | ギレルモ・デル・トロ                              | 受賞 | [ 34 ] [ 35 ] [ 36 ] |
| 2017年 | 第74回ヴェネツィア国際映画祭                       | C. Smithers Foundation Award – CICT-UNESCO       | ギレルモ・デル・トロ                              | 受賞 | [ 34 ] [ 35 ] [ 36 ] |
| 2017年 | 第74回ヴェネツィア国際映画祭                       | Soundtrack Stars Award – Best Soundtrack         | アレクサンドル・デスプラ                          | 受賞 | [ 34 ] [ 35 ] [ 36 ] |
| 2017年 | ハリウッド映画賞                                   | 編集賞                                           | シドニー・ウォリンスキー                          | 受賞 | [ 37 ]               |
| 2017年 | ハリウッド・ミュージック・イン・メディア・アワード | Best Original Score – Sci-Fi/Fantasy/Horror Film | アレクサンドル・デスプラ                          | 受賞 | [ 38 ]               |
| 2017年 | 第75回ゴールデングローブ賞                         | 監督賞                                           | ギレルモ・デル・トロ                              | 受賞 | [ 39 ]               |
| 2017年 | 第75回ゴールデングローブ賞                         | 作曲賞                                           | アレクサンドル・デスプラ                          | 受賞 | [ 39 ]               |
| 2017年 | 第90回アカデミー賞                                 | 作品賞                                           |                                                   | 受賞 |                      |
| 2017年 | 第90回アカデミー賞                                 | 監督賞                                           | ギレルモ・デル・トロ                              | 受賞 |                      |
| 2017年 | 第90回アカデミー賞                                 | 作曲賞                                           | アレクサンドル・デスプラ                          | 受賞 |                      |
| 2017年 | 第90回アカデミー賞                                 | 美術賞                                           | Paul Denham Austerberry, Jeff Melvin, Shane Vieau | 受賞 |                      |

### その他受賞
- ダラス・フォートワース映画批評家協会賞（作品賞、監督賞、主演女優賞、撮影賞、オリジナル作曲賞（音楽賞））
- フェニックス批評家サークル賞（PCC）（作品賞、主演女優賞）
- フェニックス映画批評家協会賞（PFCS）（作品賞、監督賞、美術賞、オリジナル作曲賞（音楽賞））
- セントルイス映画批評家協会賞（作品賞、オリジナル脚本賞）
- ロサンゼルス・オンライン映画批評家協会賞（作品賞、男性監督賞、主演女優賞、オリジナル作曲賞（音楽賞））
- 女性映画ジャーナリスト同盟映画賞（作品賞、監督賞）
- クリティクス・チョイス・アワード（作品賞、監督賞、美術賞、オリジナル作曲賞（音楽賞））
- 米・製作者組合賞（PGA）（作品賞）
- インターネット映画批評家協会賞（ドラマ映画賞作品賞、監督賞、女優賞）
- ロサンゼルス映画批評家協会賞（監督賞、主演女優賞、撮影賞）
- サンフランシスコ映画批評家協会賞（監督賞、美術賞）
- カンザスシティ映画批評家協会賞（監督賞、主演女優賞）
- セントルイス映画批評家協会賞（監督賞、助演男優賞、美術賞）
- ノーステキサス映画批評家協会賞（監督賞）
- ラスベガス映画批評家協会賞（監督賞）
- サウスイースタン映画批評家協会賞（監督賞、主演女優賞）
- ネバダ映画批評家協会賞（監督賞、主演女優賞、美術賞）
- オースティン映画批評家協会賞（監督賞、オリジナル作曲賞（音楽賞））
- 全米監督協会賞（DGA）（監督賞）
- サンタバーバラ国際映画祭（ディレクター・オブ・ザ・イヤー、オリジナル作曲賞（音楽賞））
- BAFTA英国アカデミー賞（監督賞、美術賞、オリジナル作曲賞（音楽賞））
- ボストン映画批評家協会賞（主演女優賞）
- フィラデルフィア映画批評家協会賞（主演女優賞）
- アトランタ映画批評家協会賞（AFCC）（主演女優賞）
- サンディエゴ映画批評家協会賞（主演女優賞、美術賞）
- ユタ映画批評家協会賞（主演女優賞、オリジナル作曲賞（音楽賞））
- オンライン映画批評家協会賞（主演女優賞）
- ノースカロライナ映画批評家協会賞（主演女優賞）
- オクラホマ映画批評家協会賞（主演女優賞）
- 全米映画批評家協会賞（主演女優賞）
- ヒューストン映画批評家協会賞（主演女優賞、オリジナル作曲賞（音楽賞））
- ドリアン賞（主演女優賞）
- サテライト賞（主演女優賞、美術賞）
- ニューヨーク映画批評家オンライン賞（撮影賞）
- 米・美術監督組合賞（ADG） 歴史もの映画部門（美術賞）
- サンタバーバラ国際映画祭 アルチザン賞（美術賞）
- 衣装デザイナー組合賞（CDG） 歴史もの映画部門（衣裳デザイン賞）
- ボストン・オンライン映画批評家協会賞（オリジナル作曲賞（音楽賞））
- ニューメキシコ映画批評家協会賞（オリジナル作曲賞（音楽賞））
- インディアナ映画ジャーナリスト協会賞（オリジナル作曲賞（音楽賞））
- コロンバス映画批評家協会賞（オリジナル作曲賞（音楽賞））

### ノミネート
- 第75回ゴールデングローブ賞

映画作品賞・ドラマ部門、映画演技賞・ドラマ部門・主演女優賞（サリー・ホーキンス）、助演男優賞（リチャード・ジェンキンス ）、助演女優賞（オクタヴィア・スペンサー）、脚本賞（ギレルモ・デル・トロ、ヴァネッサ・テイラー）
- 第90回アカデミー賞

主演女優賞（サリー・ホーキンス）、助演女優賞（オクタヴィア・スペンサー）、助演男優賞（リチャード・ジェンキンス）、脚本賞（ギレルモ・デル・トロ、ヴァネッサ・テイラー）、撮影賞（ダン・ローストセン）、編集賞（シドニー・ウォリンスキー）、衣装デザイン賞（ルイス・セケイラ）、録音賞、音響編集賞、

## 関連書籍
- 『ギレルモ・デル・トロのシェイプ・オブ・ウォーター 混沌の時代に贈るおとぎ話』訳：阿部清美、DU BOOKS、2018年2月、ISBN 978-4866470382。